# Trebević
Trebević es una montaña en el centro de Bosnia y Herzegovina. Se encuentra directamente al sureste de Sarajevo, territorio de Sarajevo Oriental, limitando con la montaña Jahorina. Trebević alcanza 1627 m s. n. m., haciendo de ella la segunda más baja de las montañas de Sarajevo.
Durante la Edad Media, Trebević fue conocida como Zlatni Do. Durante los Juegos Olímpicos de 1984 Trebević, como otras montañas de Sarajevo, se usó para una serie de acontecimientos olímpicos, como bobsleigh. Durante el sitio de Sarajevo, en la Guerra de Bosnia,la montaña fue una posición clave,debido a que los serbobosnios,quienes estaban atacando la ciudad,lanzaban artillería para atacar la ciudad a solo unos kilómetros o metros.
Trebević hoy no es tan importante como atracción turística como Igman o Bjelašnica, en gran medida debido a las intensas luchas que acontecieron en los años noventa. Aun así, la mayor parte de las minas terrestres se han eliminado, y hoy no se oye hablar de bajas civiles en Trebević. Hay numerosos hoteles, casas de montala, y otras estructuras semejantes en Trebević y su zona cercana.

## Juegos Olímpicos de 1984
Cuando Sarajevo fue recompensada con los Juegos Olímpicos de Invierno de 1984 en 1977, se propuso la construcción de un circuito de bobsleigh y de luge. El diseño del circuito fue aprobado en 1981, comenzándose la construcción el 1 de junio de aquel año. La construcción se completó el 30 de septiembre de 1982 con un coste de 563.209.000 YUD. Los juegos de 1984 tuvieron 20.000 espectadores para el luge y 30.000 para el bobsleigh. Después de los Juegos Olímpicos, el circuito se usó para la competición de la Copa Mundial hasta el comienzo de las guerras de Yugoslavia en 1991 que incluirían el sitio de Sarajevo al año siguiente. El circuito resultó dañado como un resultado del asedio que aconteció durante la guerra de Bosnia. Durante el asefio, el circuito se usó como posición de artillería para las guerrillas serbia. Hoy, los circuitos todavía permanecen casi intactos con heridas de guerra de agujeros de lucha defensiva, perforadas en una de las últimas curvas del recorrido. Los circuitos hoy se usan principalmente para que los jóvenes pinten grafiti en ellos.
| Deporte                                     | Longitud (metros) | Giros | Caída vertical (desde el comienzo hasta el final) | Inclinación media (%) |
| ------------------------------------------- | ----------------- | ----- | ------------------------------------------------- | --------------------- |
| Bobsleigh                                   | 1300              | 13    | 125,9                                             | 10,2                  |
| Luge - individual masculino                 | 1210              | 13    | 129,35                                            | 10,2                  |
| Luge - individual femenino/ doble masculino | 993               | 11    | 99,8                                              | 10,2                  |

Las curvas del circuito no tienen ningún nombre en particular.

## Controversia cruz serbia
En marzo de 2008, una organización serbobosnia llamada la Asociación de víctimas de guerra serbo-bosnia dirigida por Branislav Dukic anunciaron su intención de colocar una gigantesca cruz ortodoxa en lo alto, de 26 metros en la parte de la montaña en el territorio de la República Srpska para conmemorar a los soldados serbobosnios que murió en Sarajevo durante la guerra de Bosnia.
El anuncio enfadó a los bosníacos de Sarajevo, población predominante, con el alcalde musulmán de Sarajevo, Semiha Borovac diciendo que semejante cruz "heriría un frágil proceso de reconstruir la confidencia entre pueblos de diferentes grupos étnicos". El Alto Representante de la comunidad internacional para Bosnia y Herzegovina, Miroslav Lajčák también pidió a las autoridades de la República Srpska que no permitieran la construcción de la cruz.